# Bathyraja violacea
Bathyraja violacea е вид хрущялна риба от семейство Arhynchobatidae.

## Разпространение и местообитание
Видът е разпространен в Русия и Япония.
Среща се на дълбочина от 20 до 1110 m.

## Описание
На дължина достигат до 1 m.